# Roadies (série télévisée)
Roadies est une série télévisée américaine en dix épisodes de 58 minutes créée par Cameron Crowe et diffusée entre le 26 juin 2016 et le 28 août 2016 sur Showtime et en simultané sur The Movie Network au Canada.
Au Québec, la série sera diffusée à partir du 5 novembre 2016 sur Super Écran. En France, la série a été diffusée dans les nuits du dimanche au lundi, les 8 et 15 octobre 2018 de Minuit à 5h sur TF1 Séries Films. Néanmoins, elle reste inédite dans les autres pays francophones.

## Synopsis
Une équipe de roadies, hommes et femmes, assure les tournées d'un groupe pop-rock The Staton-House Band. En plus de leurs soucis avec leurs matériels, ces techniciens, managers, producteurs ou chauffeurs de bus doivent aussi faire face à des peines de cœur.

## Distribution

### Acteurs principaux
- Luke Wilson (VF : Maurice Decoster) : Bill
- Carla Gugino (VF : Rafaèle Moutier) : Shelli
- Imogen Poots (VF : Zina Khakhoulia) : Kelly Ann
- Rafe Spall (VF : Vincent Ropion) : Reg Whitehead
- Keisha Castle-Hughes (VF : Barbara Beretta) : Donna Mancini
- Peter Cambor (VF : Guillaume Lebon) : Milo
- Colson Baker (VF : Yann Peira) : Wes

### Acteurs récurrents
- Catero Alain Colbert : Tom Staton
- Rainn Wilson (VF : Boris Rehlinger) : Bryce Newman
- Christopher Backus : Rick
- Jacqueline Byers (VF : Camille Donda) : Natalie Shin

### Acteurs invités
- Ron White (VF : Philippe Dumond) : Phil
- Luis Guzmán (VF : Marc Saez) : Gooch
- Branscombe Richmond (VF : Achille Orsoni) : Puma
- Finesse Mitchell (en) (VF : Rody Benghezala) : Harvey
- Tanc Sade (en) (VF : Jean-François Cros) : Christopher House
- Ping Wu (en) : Ron Bank

- Version française
  - Société de doublage : Deluxe Media Paris
  - Direction artistique : Laura Préjean
  - Adaptation des dialogues : François Dubuc, Lara Saarbach et Christophe Sagniez

Source VF : RS Doublage

## Production

### Développement
Le 18 juin 2014, la chaîne câblée Showtime commande un épisode pilote du projet de série de Cameron Crowe avec J.J. Abrams et Winnie Holzman à la production,.
Le 14 octobre 2015, Showtime annonce officiellement après le visionnage du pilote, la commande du projet de série avec une commande dix épisodes, pour une diffusion courant 2016,.
Le 12 février 2016, la chaîne annonce la date de lancement de la série au 26 juin 2016.
Le 13 juin 2016, Showtime met en ligne le premier épisode de la série sur différentes plateformes avant même
la diffusion sur la chaîne.
Le 16 septembre 2016, la série est annulée.

### Casting
L'annonce du casting débute le 8 décembre 2014, avec l'arrivée de Luke Wilson dans le rôle de Bill et Imogen Poots dans celui de Kelly Ann. Ils sont rejoints par Keisha Castle-Hughes qui obtient le rôle de Donna Mancini, Peter Cambor sera Milo et Rafe Spall sera Reg Whitehead.
Le 15 décembre 2014, Christina Hendricks est annoncée au sein de la distribution dans le rôle de Shelli.
Le 12 janvier 2015, l'acteur et rappeur Colson Baker dont le nom de scène est Machine Gun Kelly rejoint la série dans le rôle de Wes, le frère jumeau de Kelly Ann.
Le 15 janvier 2015, Luis Guzmán  obtient le rôle récurrent de Gooch et Finesse Mitchell (en) celui de Harvey.
Le 21 janvier 2015, Ron White, Jacqueline Byers et Branscombe Richmond rejoignent la série dans les rôles respectifs de Phil, Natalie Shin et de Puma.
Le 9 juillet 2015, Christina Hendricks quitte la série après le tournage du pilote, à la suite de réécritures imposant un changement d'actrice et lui permettant de se libérer et de rejoindre la série Hap and Leonard,.
Le 3 août 2015, Carla Gugino est annoncée en remplacement de Christina Hendricks dans le rôle de Shelli,. Le jour même est annoncé que Tanc Sade (en) sera invité dans la série.
Le 17 mars 2016, Rainn Wilson et Christopher Backus rejoignent la distribution secondaire dans les rôles de Bryce Newman et de Rick.
Le 30 mars 2016, Catero Alain Colbert obtient le rôle récurrent de Tom Staton.

## Épisodes
1. Le grand cirque de la vie (Life is a Carnival)
2. Qu'est ce que Phil ferait ? (What Would Phil Do?)
3. La lettre de Bryce Newman (The Bryce Newman Letter)
4. La ville dont on ne doit pas prononcer le nom (The City Whose Name Must Not Be Spoken)
5. Famille et amis (Friends and Family)
6. Ainsi va la vie (Longest Days)
7. La saison des tapis (Carpet Season)
8. Un long voyage (The All Night Bus Ride)
9. Le concert d'entreprise (The Corporate Gig)
10. Dernier concert (The Load Out)